# Villa San José
Villa San José ist eine Stadt in Uruguay.

## Geographie
Villa San José befindet sich im Südwesten des Departamento Canelones in dessen Sektor 6 südlich von Sauce ungefähr am Kilometerpunkt 26 der Ruta 6. Weitere Siedlungen in der Nähe sind Fraccionamiento Sobre Ruta 74, Asentamiento Ruta 6 K24500, El Porvenir, Seis Hermanos und Villa San Felipe.

## Infrastruktur
Seit August 2013 beherbergt Villa San José ein Ortszentrum des Centro de Atención a la Infancia y la Familia (CAIF), dessen Aufnahmekapazität für 155 Kinder ausgerichtet ist.

## Einwohner
Die Einwohnerzahl von Villa San José beträgt 1.419. (Stand: 2011)
| Jahr | Einwohner |
| ---- | --------- |
| 1963 | 381       |
| 1975 | 823       |
| 1985 | 893       |
| 1996 | 1.229     |
| 2004 | 1.407     |
| 2011 | 1.419     |

Quelle: Instituto Nacional de Estadística de Uruguay